# Eero Ahola
Eero Ahola (* 15. Januar 1999) ist ein finnischer Kugelstoßer.

## Sportliche Laufbahn
Erste internationale Erfahrungen sammelte Eero Ahola bei den 2016 erstmals ausgetragenen Jugendeuropameisterschaften in Tiflis, bei denen er mit der 5-kg-Kugel und einer Weite von 21,24 m die Bronzemedaille gewann und im Diskuswurf mit 53,53 m auf Rang zehn landete. Im Jahr darauf belegte er bei den U20-Europameisterschaften in Grosseto mit 19,18 m mit der 6-kg-Kugel den neunten Platz und 2018 wurde er bei den U20-Weltmeisterschaften in Tampere mit 19,23 m Zehnter und schied im Diskuswurf mit 47,74 m in der Qualifikation aus. 2019 verpasste er dann bei den U23-Europameisterschaften in Gävle mit 17,66 m den Finaleinzug.
2020 wurde Ahola finnischer Meister im Kugelstoßen im Freien und in der Halle.

## Persönliche Bestweiten
- Kugelstoßen: 18,30 m, 14. August 2020 in Turku
  - Kugelstoßen (Halle): 18,68 m, 16. Februar 2020 in Tampere
- Diskuswurf: 48,36 m, 23. August 2020 in Kemi

| Personendaten    | Personendaten          |
| ---------------- | ---------------------- |
| NAME             | Ahola, Eero            |
| KURZBESCHREIBUNG | finnischer Kugelstoßer |
| GEBURTSDATUM     | 15. Januar 1999        |